# Trimeter
Trimeter, oftast jambisk trimeter, är ett antikt grekiskt sexfotat, orimmat versmått utan cesurer. (jambisk och trokeisk)Trimeter är dipodiskt och består av tre stycken dubbla versfötter.
Aristoteles ansåg att den jambiska formen passade det naturliga talet [Källa behövs]. Även då jambisk trimeter är vanligast förekommer trokeisk (hexapodi), daktylisk och anapestisk trimeter.
Trimeter användes under antika grekland inom dramatik, både inom komedi och tragedi. Senar/senarius kallas den romerska motsvarigheten. Romarna använde trimeter friare än grekerna främst inom komedin, men tragediförfattaren Seneca följde det grekiska versschemat närmare. Svenska poeter som Stagnelius och Tegnér har använt versmåttet.
Exempel

Ur Tegnérs Frithiofs saga : 

Du vill / för son-/as. Vet / du vad / förson-/ing är?

Se mig / i ög-/at, yng-/ling, och / bliv ick-/e blek!

På jord-/en går / förson-/ar'n kring / och het-/er död.